# Jack Sport
Établissements Jack Sport war ein französischer Hersteller von Automobilen und Motorrädern.

## Unternehmensgeschichte
M. Corbeau gründete 1925 das Unternehmen in Paris und begann mit der Produktion von Automobilen und Motorrädern. Der Markenname lautete Jack Sport. 1930 endete die Produktion.

## Automobile
Das einzige Automobil war ein Cyclecar. Die leichten Wagen waren mit einem Einzylindermotor von J.A.P. mit 410 cm³ Hubraum ausgestattet. Die Motorleistung wurde mittels Riemen auf die Antriebsachse übertragen.